# Marc Staal
Marc Staal (Thunder Bay, Ontario, 13 de enero de 1987), apodado Staalsy o Staaler, es un jugador profesional canadiense de hockey sobre hielo que se desempeña en la posición de defensor izquierdo en Philadelphia Flyers, equipo de la National Hockey League (NHL).

## Carrera
Fue seleccionado en la primera ronda en la NHL Entry Draft de 2005. En 2007 hizo su debut profesional con el equipo New York Rangers, en el cual jugó trece temporadas (2007-2020), después pasó a Detroit Red Wings (2020-2022), luego a Florida Panthers (2022-2023), posteriormente a Philadelphia Flyers, donde lleva jugando una temporada.